# پیرسون (آیووا)
پیرسون (به انگلیسی: Pierson) شهری در ایالت آیووا کشور ایالات متحده آمریکا است که جمعیت آن در سرشماری سال ۲۰۱۰ میلادی، ۳۶۶ نفر بوده‌است.